# Aeroportul Clinton County
Aeroportul Clinton County (IATA: PLB, ICAO: KPLB, FAA LID: PLB) este un aeroport din Plattsburgh⁠(d), Comitatul Clinton, New York, New York, Statele Unite ale Americii ce deservește zona Plattsburgh⁠(d).
Situat la o altitudine de 113 m, aeroportul dispune de o singură pistă.